# Julemærkefonden
Julemærkefonden er en erhvervsdrivende fond, der arbejder for at indsamle midler til driften af julemærkehjemmene, beliggende i Roskilde, Kollund, Hobro, Skælskør og Ølsted.
Dette gøres ved afholdelse af julemærkemarcher, salg af julemærker og ved privat donation.
Grev Ingolf af Rosenborg og dennes hustru Grevinde Sussie, er protektorer for marchen og H.K.H. Dronning Mary for fonden.